# فولوفو (مقاطعة تولا)
فولوفو (بالروسية: Волово) هي مدينة في مقاطعة تولا أوبلاست في روسيا.

## التعداد السكاني
3,853 (احصاء 2010)
4,208 (احصاء 2002)
4,331 (احصاء 1989)